# Karjala Cup 1998
Der Karjala Cup 1998 war seit 1996 die 3. Austragung des in Finnland stattfindenden Eishockeyturniers. Dieses Turnier ist Teil der Euro Hockey Tour, bei welcher sich die Nationalmannschaften Finnlands, Schwedens, Russlands und Tschechiens messen.

## Spiele
| 5. November 1998 | Finnland | 3:2 (1:1, 1:1, 1:0) | Russland |  |

| 5. November 1998 | Schweden | 2:2 (1:2, 0:0, 1:0) | Tschechien |  |

| 7. November 1998 | Russland | 4:1 (2:1, 2:0, 0:0) | Schweden |  |

| 7. November 1998 | Finnland | 5:3 (3:2, 2:1, 0:0) | Tschechien |  |

| 8. November 1998 | Tschechien | 2:2 (0:1, 0:1, 2:0) | Russland |  |

| 8. November 1998 | Finnland | 2:2 (1:1, 1:0, 0:1) | Schweden |  |

## Tabelle
| Platz                                                                                           | Mannschaft   | Spiele | S | U | N | T    | P |
| ----------------------------------------------------------------------------------------------- | ------------ | ------ | - | - | - | ---- | - |
| Gold                                                                                            | Finnland     | 3      | 2 | 1 | 0 | 10:7 | 5 |
| Silber                                                                                          | Russland     | 3      | 1 | 1 | 1 | 08:6 | 3 |
| Bronze                                                                                          | Tschechien 1 | 3      | 0 | 2 | 1 | 07:9 | 2 |
| 4.                                                                                              | Schweden 1   | 3      | 0 | 2 | 1 | 05:8 | 2 |
| 1 Nach Punktgleichheit und einem Unentschieden entschied die Tordifferenz über die Platzierung. |              |        |   |   |   |      |   |

## All-Star-Team
Zu den besten Spielern wurden  Johan Hedberg (Tor),  Petteri Nummelin (Verteidiger) und  Jiří Dopita (Stürmer) gewählt.
| Angriff:      | Maxim Afinogenow – Jiří Dopita – Per Eklund |
| Verteidigung: | Libor Procházka – Petteri Nummelin          |
| Tor:          | Vesa Toskala                                |